# Luiz Carlos Lacerda
Luiz Carlos Lacerda de Freitas (Río de Janeiro, 15 de julio de 1945) es un director de cine brasileño.

## Biografía
Hijo del productor brasileño João Tinoco de Freitas (1908-1999), Luiz Carlos Lacerda se inició en el cine en 1965 como ayudante de dirección del cineasta Ruy Santos.
Se estrenó en la dirección con Manos Vacías, en 1971, una adaptación de la novela homónima de Lúcio Cardoso, en la que se aborda la cuestión de la mujer en la sociedad brasileña. Pero su mayor éxito le llegaría en 1987 con la versión para el cine de la historia de la reconocida actriz Leila Diniz, titulada Leila Diniz, e interpretada por Louise Cardoso.

## Trayectoria
Luiz Carlos Lacerda ha escrito y dirigido los guiones de cerca de 30 cortometrajes sobre personajes de la cultura brasileña como Nelson Pereira, Lucio Cardoso, Cecília Meireles, Ernesto Nazareth, Antônio Parreiras, Quirino Campofiorito, Walmir Ayala, Oduvaldo Viana hijo, Alex Viany, Anisio Medeiros, Paulo Vilaça, Arduino Colasanti, Vatenor, Julio Paraty, Ze Tarcisio, Angelo Agostini, Mario Faustino y Alair Gomes.
Lacerda también ha sido guionista y realizador de películas publicitarias y de series televisivas, así como productor de telenovelas. En 2020 ha escrito el guion y dirigido la serie brasileña Rua do Sobe e Desce, Número Que Desaparece/ Calle de sube y baja, número que desaparece
Como director de cine ha filmado películas como Sea All – El Trampolim de la Victoria, en 1997, una historia en el estilo "chanchada" (comedia fácil o comercial), sobre la presencia del ejército americano en la ciudad de Natal durante la Segunda Guerra Mundial; Viva Zapato! una coproducción con España filmada en Río y en La Habana, e Introducción a la Música de la Sangre, en 2015. 
Ha sido profesor de los cursos de cine de la Escuela Internacional de Cine de Cuba y de la Universidad Estácio de Sá.

## Filmografía
- Manos Vacías - 1971
- Cómo era de freak mi valle - 1972
- La serena desesperación (cortometraje) - 1973
- Pelea de gallos (cortometraje) - 1978
- El principio del placer - 1979
- República de los asesinos - 1979
- Leila Diniz - 1987
- Sea All - El trampolín de la victoria - 1997
- Parada GLBT Río 2002 (cortometraje) - 2002
- Viva Sapato! - 2003
- La muerte de Narciso (documental) - 2003
- Ze.com (documental - 2006
- Vida vertiginosa (cortometraje) - 2009
- Casa 9 (documental) - 2011
- La mujer de lejos (documental) - 2012
- Introducción a la música de la sangre - 2015